# (E)-4-Hydroxy-3-méthyl-but-2-ényl-pyrophosphate
Le (E)-4-hydroxy-3-méthyl-but-2-ényl-pyrophosphate (HMB-PP) est un intermédiaire de la voie du méthylérythritol phosphate (voie « non mévalonique ») de biosynthèse des isoprénoïdes. C'est une voie métabolique essentielle chez les plantes, la plupart des bactéries pathogènes, par exemple chez Mycobacterium tuberculosis, ainsi que chez 
les protozoaires du genre Plasmodium, parasites du paludisme, mais pas chez les archées et les animaux, ce qui permet d'envisager des applications dans la recherche sur les antibiotiques, les antipaludéens et les herbicides.